# جائزة أماندا
جائزة أماندا (Amandaprisen) هو حفل سنوي رئيسي متلفز على المستوى الوطني لتوزيع الجوائز ينظمه المهرجان السينمائي النرويجي الدولي والمعهد النرويجي للسينما، من أجل الترويج للفيلم النرويجي وتحسينه وتعزيز الاهتمام بأفلام السينما النرويجية والأفلام القصيرة تم منح الجائزة لأول مرة في عام 1985 ومنذ عام 2005 أصبحت الجائزة حصرا للفيلم (وليس التلفزيون) لوجود جائزة الشاشة الذهبية للتلفزيون.
ويتم منح الفائزين من الفئات المختلفة نسخة من تمثال جائزة أماندا. التمثال عبارة عن تمثال طويل يبلغ طوله 30 سم لامرأة محلية أسطورية من عشرينيات القرن العشرين قام بتصميمه النحات النرويجي كريستيان ككاسلاند. يبلغ وزن التمثال 2.5 كجم ويبلغ قطره 14 سم في أثخنه.

## وصلات خارجية
- جائزة أماندا على موقع IMDb (الإنجليزية)